# Амедей Меро
Амедей Меро́ (повне ім'я Жан Амедей Лефруа де Меро, фр. Jean-Amédée Lefroid de Méreaux; 17 вересня 1802, Париж — 25 квітня 1874, Руан) — французький піаніст, композитор та музикознавець. Син Жозефа Нікола Лефруа де Меро, онук Нікола Жан Лефруа де Меро.
Учень свого батька. Вивчав також гармонію та контрапункт під керівництвом Антоніна Рейхи. Через свого товариша по навчанню в ліцеї, археолога Шарля Ленормана отримав доступ до вищого суспільства і протягом 1820-х років. Був учителем музики у низці аристократичних сімейств Парижа. Після Липневої революції 1830 року залишив Париж, виступав і викладав у Бельгії та Англії (де серед його учнів була Клара Лавдей, згодом відома піаністка). Акомпанував у гастрольних виступах Марії Малібран та Лаурі Даморо, виступав дуетом із Фридериком Шопеном.
1835 року влаштувався в Руані. Викладав, концертував, вів відділ музичної критики у газеті Journal de Rouen. 1858 року був обраний до Руанської академії науки, літератури та мистецтва, 1865 року обіймав посаду її президента. Кавалер Ордену Почесного легіону (1868).
Найзначніша праця Меро — книга «Клавесиністи з 1637 по 1790 рр.» (фр. Les clavecinistes de 1637 à 1790 : Histoire du Clavecin ; Portraits et Biographies des célèbres clavecinistes), опублікована 1867 року. Композиторська спадщина Меро включає безліч (119 нумерованих творів) фортеп'янних творів виняткової віртуозності. Найбільш масштабний твір — 60 етюдів тв. 63; на думку Марка-Андре Амлена, запаморочлива технічна складність цієї музики перевершує навіть Шарля Валентена Алькана, проте власне музичної цінності вона зовсім позбавлена. Декілька етюдів Меро записав Сіпріан Кацаріс.